# Covasna (distrikt)
Covasna er et distrikt i Transsylvanien i Rumænien med 222.449 (2002) indbyggere. Hovedstad er byen Sfântu Gheorghe.

## Byer
- Sfântu Gheorghe
- Târgu Secuiesc
- Covasna
- Baraolt
- Întorsura Buzăului

## Kommuner
- Aita Mare
- Arcuş
- Barcani
- Băţani
- Belin
- Bixad
- Bodoc
- Boroşneu Mare
- Brăduţ
- Brateş
- Breţcu
- Catalina
- Cernat
- Chichiş
- Comandău
- Dalnic
- Dobârlău
- Estelnic
- Ghelinţa
- Ghidfalău
- Haghig
- Ilieni
- Lemnia
- Malnaş
- Mereni
- Micfalău
- Moacşa
- Ojdula
- Ozun
- Poian
- Reci
- Sânzieni
- Sita Buzăului
- Turia
- Vâlcele
- Valea Crişului
- Valea Mare
- Vârghiş
- Zăbala
- Zagon

45°54′N 26°02′Ø / 45.9°N 26.03°Ø